# Nodocefalozaur
Nodocefalozaur (Nodocephalosaurus) – rodzaj wymarłych gadów z rzędu Ornithischia, roślinożerny dinozaur z rodziny ankylozaurów (Ankylosauridae), zamieszkiwał tereny dzisiejszej Azji.
Obejmuje 1 znany nam gatunek – Nodocephalosaurus kirtlandensis Sullivan, 1999.

## Dane podstawowe
Cechy nodocefalozaura:
pokrycie ciała: masywne tarczki i kolce, wbite w skórę, doskonale dopasowane do siebie, łuskowata skóra;

głowa: kolce wyrastające z tyłu w szczękach nieliczne drobne zęby, z przodu szeroki bezzębny dziób okryty substancją rogową;
uzębienie: patykowate zęby, ok. 50, o średniej długości 3 cm;
szyja: krótka, pokryta kolcami;
kończyny przednie: krótkie;
kończyny tylne: masywne;
ogon: długi, masywny, zakończony kostną buławą;
Wymiary średnie:
długość ciała 4-5 m;
wysokość 1,5 m;
masa 2–2,5 t.
Pożywienie: rośliny 
Okres występowania: późna kreda, ok. 95 mln temu.
Biotop: lasy.
Rozród: jajorodne
Znaczenie nazwy:
Nodocephalosaurus – jaszczur z gałkowatą głową

### Historia odkryć
Znajdowany w Azji.